# Région de Maloja
La région de Maloja est une région du canton des Grisons en Suisse, créée le 1er janvier 2016 lorsque les fonctions des districts et celles des cercles ont toutes deux été supprimées dans le canton et ont été reprises par les nouvelles régions ; le territoire de la nouvelle région de Maloja coïncide avec celui de l'ancien district de Maloja.
La région borde la région de Viamala, la région d'Albula, la région de Prättigau/Davos et la région d'Engiadina Bassa/Val Müstair au nord, la région de Bernina au sud-est et l'Italie (province de Sondrio en Lombardie) à l'est, au sud et à l'ouest. La capitale de la région est Samedan.

## Géographie
Le point culminant de la région est le piz Bernina (4 049 m), le plus haut sommet du canton des Grisons. Les autres pics principaux sont le piz Zupò (3 996 m), le piz Roseg (3 937 m), le piz Palü (3 905 m), le piz Morteratsch (3 751 m), le piz Corvatsch (3 451 m) et le piz Kesch (3 418 m).

### Hydrologie
Les principaux cours d'eau de la région sont la Maira (en Italie appelée Mera), un affluent du lac de Côme et de l'Adda, qui coule dans le Val Bregaglia et dans le Valchiavenna, et l'Inn qui coule dans l'Engadine. Parmi les affluents de la Maira se trouvent l'Orlegna, l'Albigna et la Bondasca, parmi ceux de l'Inn, la Fedacla, l'Ova dal Vallun, l'Ova da Suvretta, la Flaz, la Beverin, l'Ova d'Alvra et la Vallember. La partie supérieure du Madrischer Rhein, un affluent du Rhin postérieur est située sur le territoire de la région.
Plusieurs lacs sont situés dans la région : le lac d'Albigna (créé par le barrage d'Albigna), le lac de Sils, le lac de Silvaplana, le lac de Champfèr, le Lac de Saint-Moritz et le Lago Bianco, près du col de la Bernina.

## Division administrative

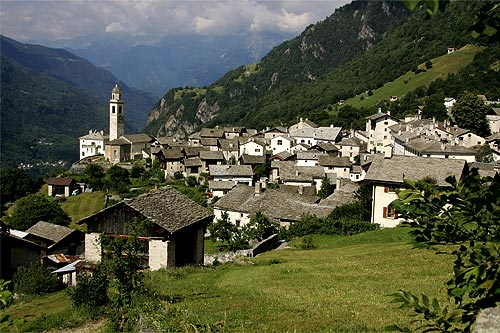
Soglio.

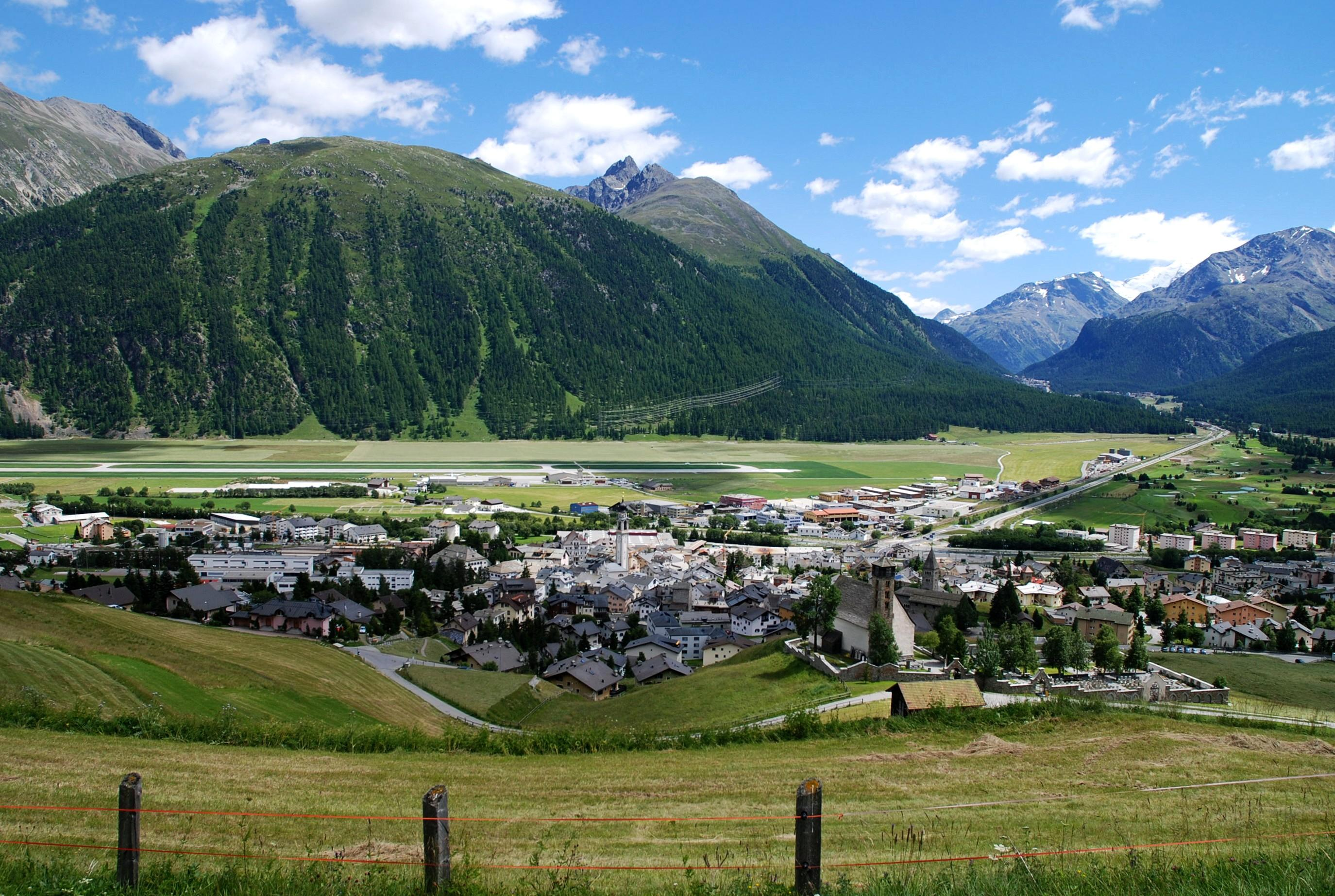
Samedan.

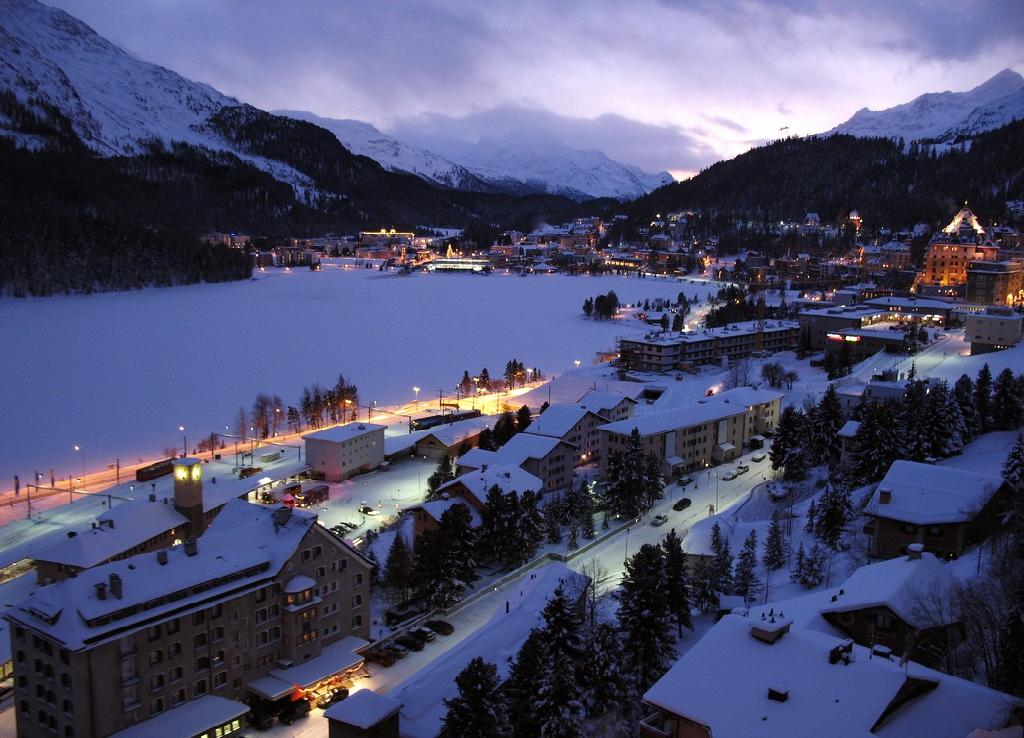
Saint-Moritz.

La région de Maloja est divisée en 12 communes : 
| Nom                  | N° OFS | Population (décembre 2022) |
| -------------------- | ------ | -------------------------- |
| Bever                | 3781   | +000605,                   |
| Bregaglia            | 3792   | +001 576,                  |
| Celerina/Schlarigna  | 3782   | +001 424,                  |
| La Punt Chamues-ch   | 3785   | +000698,                   |
| Madulain             | 3783   | +000208,                   |
| Pontresina           | 3784   | +002 100,                  |
| Samedan              | 3786   | +002 905,                  |
| Saint-Moritz         | 3787   | +004 924,                  |
| S-chanf              | 3788   | +000705,                   |
| Sils im Engadin/Segl | 3789   | +000697,                   |
| Silvaplana           | 3790   | +001 083,                  |
| Zuoz                 | 3791   | +001 228,                  |
| Total                | Total  | +018 153,                  |

## Infrastructures et transports

### Aéroports
L'aérodrome de Samedan-Engadin est situé à Samedan et est utilisé pour les vols privés.

### Routes
La route principale 3 (Castasegna-Bâle) traverse le territoire de la région de la frontière italo-suisse à Castasegna jusqu'au col du Julier (Julierpass) via le col de la Maloja et le long des lacs de Sils et de Silvaplana.
La route principale 27 (Silvaplana-Martina) traverse la région de Silvaplana à S-chanf via Saint-Moritz et Samedan. La route vers le col de l'Albula et Alvaneu part de La Punt Chamues-ch.
La route principale 29 (Saint-Moritz-Campocologno) traverse le territoire de la région du col de la Bernina à Samedan en passant par Pontresina.

### Chemins de fer
La région est desservie par des lignes des Chemins de fer rhétiques :
- Ligne de la Bernina : gares à Saint-Moritz, Celerina/Schlarigna, Punt Muragl Staz, Pontresina, Surovas, Morteratsch, Bernina Suot, Bernina Diavolezza et Bernina Lagalb.
- Ligne de l'Albula : gares à St Moritz, Celerina, Samedan et Spinas.
- Ligne de l'Engadine : gares à Pontresina, Punt Muragl, Samedan, Bever, La Punt Chamues-ch, Madulain, Zuoz, S-chanf, Cinuos-chel-Brail.

### Passages frontaliers
Un poste frontière est situé entre la Suisse et l'Italie, précisément entre le village de Castasegna et Villa di Chiavenna.